# Juillet en droit
| ← Juillet → |    |    |    |    |    |    |
| 1er         | 2  | 3  | 4  | 5  | 6  | 7  |
| 8           | 9  | 10 | 11 | 12 | 13 | 14 |
| 15          | 16 | 17 | 18 | 19 | 20 | 21 |
| 22          | 23 | 24 | 25 | 26 | 27 | 28 |
| 29          | 30 | 31 |    |    |    |    |

## 1erjuillet
- 1867 : entrée en vigueur de l'Acte de l'Amérique du Nord britannique de 1867, loi britannique établissant la constitution du Canada.
- 1899 : Alfred Dreyfus quitte le bagne de Cayenne et rejoint la France.
- 1999 : création d'Europol.

## 3 juillet
- 1801 : (14 Messidor an IX) : au Cap-Français, promulgation par le général Toussaint Louverture, gouverneur de Saint-Domingue, d'une Constitution. Surnommée « la Constitution autonomiste », elle fut la première à organiser le fonctionnement des institutions de la colonie française de l'Île de Saint-Domingue, et considérée comme la première Constitution de la future République d'Haïti.

## 5 juillet
- 1910 : naissance de Georges Vedel, professeur de droit public français (décédé le 21 février 2002).

## 6 juillet
- 1827 : signature du traité de Londres pour la pacification de la Grèce entre les représentants du Royaume-Uni, de la France et de la Russie. Ce traité organise l'aide apportée aux Grecs cherchant leur indépendance face à l'Empire ottoman. Il aboutira à la création d'un État grec indépendant.

## 8 juillet
- 1833 : signature du traité d'Unkiar-Skelessi entre la l'Empire russe et l'empire ottoman qui prévoit notamment une alliance temporaire et une clause secrète fermant les Dardanelles à tout navire étranger si le tsar le demande.

## 10 juillet
- 1940 : l'Assemblée nationale française vote une loi constitutionnelle qui confie les pleins pouvoirs au maréchal Pétain.

## 12 juillet
- 1906 : réhabilitation du Capitaine Dreyfus.

## 14 juillet
- 1819 : en France, vote d'une loi abolissant le droit d'aubaine.

## 15 juillet
- 1801 : signature du concordat de 1801 entre Napoléon Bonaparte et le cardinal Consalvi, secrétaire d'État et représentant du pape Pie VII.
- 1914 : loi introduisant l’impôt sur le revenu en France.
- 1919 : le pape Benoît XV se prononce pour le vote des femmes.
- 1964 : arrêt Costa contre ENEL de la Cour de justice des Communautés européennes.
- 1975 : loi relative à l'élimination des déchets et à la récupération des matériaux (Droit de l'environnement).
- 1986 : adhésion du Niger à la Charte africaine des droits de l'homme et des peuples adoptée le 27 juin 1981 à Nairobi (Kenya).
- 1988 : révision de la Constitution belge.

## 16 juillet
- 1875 : dernière des trois lois constitutionnelles de 1875, sur les rapports entre les pouvoirs publics.
- 1971 : décision "Liberté d'association" rendue par le Conseil Constitutionnel français.
- 1976 : abolition officielle de la peine de mort au Canada.
- 1990 : proclamation de la souveraineté de l'Ukraine par le parlement ukrainien, la Verkhovna Rada.

## 17 juillet
- 1801 : début des travaux de la commission chargée de rédiger un projet de Code civil français.
- 1940 : loi du gouvernement de Vichy stipulant que « nul ne peut être employé dans les administrations de l'État s'il ne possède pas la nationalité française, à titre originaire, comme étant né de père français »; deuxième loi stipulant que « pendant une période qui prendra fin le 31 octobre 1940, les magistrats et fonctionnaires et agents civils ou militaires de l'État pourront être relevés de leurs fonctions nonobstant toute disposition législative ou réglementation contraire ».
- 1970 : loi instaurant le contrôle judiciaire en France.
- 1981 : adoption par l'Assemblée législative du Nouveau-Brunswick, province canadienne, de la Loi reconnaissant l'égalité des deux communautés linguistiques officielles au Nouveau-Brunswick.
- 1986 : adhésion du Botswana à la Charte africaine des droits de l'homme et des peuples adoptée le 27 juin 1981 à Nairobi (Kenya).
- 1998 : adoption du Statut de Rome qui définit les règles de fonctionnement élémentaire de la Cour pénale internationale (CPI).

## 18 juillet
- 1812 : signature des traités d'Örebro par le Royaume-Uni, la Russie et par la Suède. Ils mettent fin à la guerre russo-britannique et à la guerre russo-suédoise.
- 1994 : intervention chirurgicale subie par le président François Mitterrand ayant amené le Premier ministre, Édouard Balladur, à suppléer le président de la République dans la présidence du Conseil des ministres en vertu de l'article 21 de la Constitution de la Cinquième République française.
- 1996 : dans la nuit du 17 au 18 juillet, meurtre et viol d'une jeune Anglaise de treize ans, Caroline Dickinson, dans une auberge de jeunesse près de Saint-Malo, en France.
- 1997 : arrestation à Nairobi, au Kenya, de Jean Kambanda pour être jugé devant le Tribunal pénal international pour le Rwanda.

## 19 juillet
- 1986 : adhésion de la Libye à la Charte africaine des droits de l'homme et des peuples adoptée le 27 juin 1981 à Nairobi (Kenya).
- 2005 : adoption par le Sénat du Canada du projet de loi autorisant le mariage homosexuel au Canada.

## 20 juillet
- 1933 : signature d'un concordat entre le Saint-Siège et le Reich allemand.
- 1987 : adhésion de la République démocratique du Congo à la Charte africaine des droits de l'homme et des peuples adoptée le 27 juin 1981 à Nairobi (Kenya).
- 2005 : loi sur le mariage civil légalisant le mariage homosexuel au Canada.

## 21 juillet
- 1603 : traité de paix de Saint-Julien entre la Savoie et Genève.

## 22 juillet
- 1879 : en France, c'est depuis cette date qu'une loi a fixé le siège des deux chambres du Parlement : la Chambre des Députés au palais Bourbon et le Sénat au palais du Luxembourg.

## 23 juillet
- 1840 : publication de l'Acte d'Union[1],[2], loi adoptée par le Parlement du Royaume-Uni en juin 1840 portant sur l'organisation de sa colonie canadienne.
- 1945 : début du procès du Maréchal Pétain traduit devant la Haute Cour de justice pour atteinte à la sûreté de l'État et trahison.
- 1990 : élection de Leonid Kravtchouk à la Verkhovna Rada, le parlement d'Ukraine.
- 1997 : arrestation de Georges Ruggiu, journaliste belge, pour être jugé par le Tribunal pénal international pour le Rwanda.

## 24 juillet
- 2006 : loi française relative à l'immigration et à l'intégration modifiant de façon importante le droit des étrangers en France.

## 27 juillet
- 1884 : le député français Alfred Naquet réussit à faire voter une loi (qui porte son nom) autorisant de nouveau le divorce dans des cas précis (adultère, condamnation à une peine afflictive et infamante, excès, sévices et injures graves).
- 1794 : arrestation de Maximilien de Robespierre le 9 Thermidor an II qui est guillotiné le lendemain.
- 1993 : en France, une loi de révision constitutionnelle créé la Cour de Justice de la République.
- 2004 : un Tribunal français annule le premier mariage civil entre deux hommes célébré le 5 juin 2004 à Bègles, commune de Gironde, par Noël Mamère, maire de la ville.

## 28 juillet
- 1960 : signature à Paris de la Convention de Paris sur la responsabilité civile dans le domaine de l'énergie nucléaire.
- 1989 : adhésion du Burundi à la Charte africaine des droits de l'homme et des peuples adoptée le 27 juin 1981 à Nairobi (Kenya).

## 29 juillet
- 1881 : en France, promulgation de la loi sur la liberté de la presse.
- 1951 : adoption de la Convention de Genève relative au statut des réfugiés et des apatrides.
- 1958 : en France, début de l'élaboration de l'avant-projet de la Constitution de 1958 par un Comité d'experts, constitué de hauts fonctionnaires, et le Comité Inter-Ministériel formé du général De Gaulle, de Michel Debré, du président du Conseil, et du Garde des Sceaux.
- 1960 : signature de la Convention de Paris sur la responsabilité civile dans le domaine de l'énergie nucléaire.

## 30 juillet
- 1992 : adhésion de la Namibie à la Charte africaine des droits de l'homme et des peuples adoptée le 27 juin 1981 à Nairobi (Kenya).

## 31 juillet
- 1968 :  loi française d'amnistie des crimes de torture commis pendant la guerre d’Algérie.
- 1985 : adhésion de la Somalie à la Charte africaine des droits de l'homme et des peuples adoptée le 27 juin 1981 à Nairobi (Kenya).